# 肖蒲桃属
肖蒲桃属（学名：Acmena），又名賽赤楠屬，是桃金娘科下的一个属，为乔木或灌木植物。该属共有约11种，分布于印度、中南半岛、印度尼西亚、马来西亚和澳大利亚。